# Julián Suárez Inclán
Julián Suárez Inclán   (Avilés, 7 de gener de 1848 - Madrid, 9 de març de 1909) fou un militar, polític i historiador espanyol, membre de la Reial Acadèmia de la Història. Pertanyia a una família d'hidalgos asturians. Era fill del ministre Estanislao Suárez Inclán i germà deld també ministred Félix Suárez Inclán i Estanislao Suárez Inclán.

## Biografia
Es va matricular a l'Escola d'Estat Major, ascendint amb rapidesa. El juliol del 1865 ja era subtinent i en 1866, gràcies a la seva intervenció en la Revolta de la caserna de San Gil, va ser condecorat. Poc després va ser ascendit a tinent d'Estat Major. Es va casar amb María del Amparo Canalejas y Méndez, filla de José Canalejas Casas i germana del futur cap de govern José Canalejas y Méndez.
Va prendre part en la batalla del Pont d'Alcolea, amb el Regiment d'Hússars de Pavía, i fou ascendit a capità. Fou elegit diputat per Pravia a les eleccions generals espanyoles de 1886 i 1893. Va formar part de la comissió especial de Defensa del Regne, ascendint a coronel en 1892. En 1895 va participar en la Guerra de Cuba, i gou nomenat general de brigada i condecorat dues vegades amb la Gran Creu del Mèrit Militar, però el 1897 emmalaltí de paludisme i hagué de tornar a Espanya.
Fou escollit novament diputat per Pravia a les eleccions generals espanyoles de 1898, 1899, 1901, 1903, 1905 i 1907. El 1900 va ser designat membre de la Reial Acadèmia de la Història. El 1901 fou nomenat cap de la Secció d'Afers Generals del Ministeri de la Guerra; al març de 1902 va ascendir a general de Divisió i va ser condecorat amb la Gran Creu de l'Orde de Sant Hermenegild, i al desembre de 1904 va ser nomenat segon cap de l'Estat Major Central. El 1907 fou condecorat com a gran oficial de la Legió d'Honor. El 1908 fou nomenat president de la Reial Societat Geogràfica d'Espanya i del Centre Asturià de Madrid. Va publicar articles al Boletín de la Sociedad Geográfica i s la Revista de Geografía Colonial y Mercantil.

## Obres
- Tratado de topografía (1879), premiat amb la Medalla de Oro a l'Exposició Universal de Barcelona (1888)
- Guerra de anexión en Portugal durante el reinado de Felipe II, 2 toms, 1897-1898